# Englerophytum magalismontanum

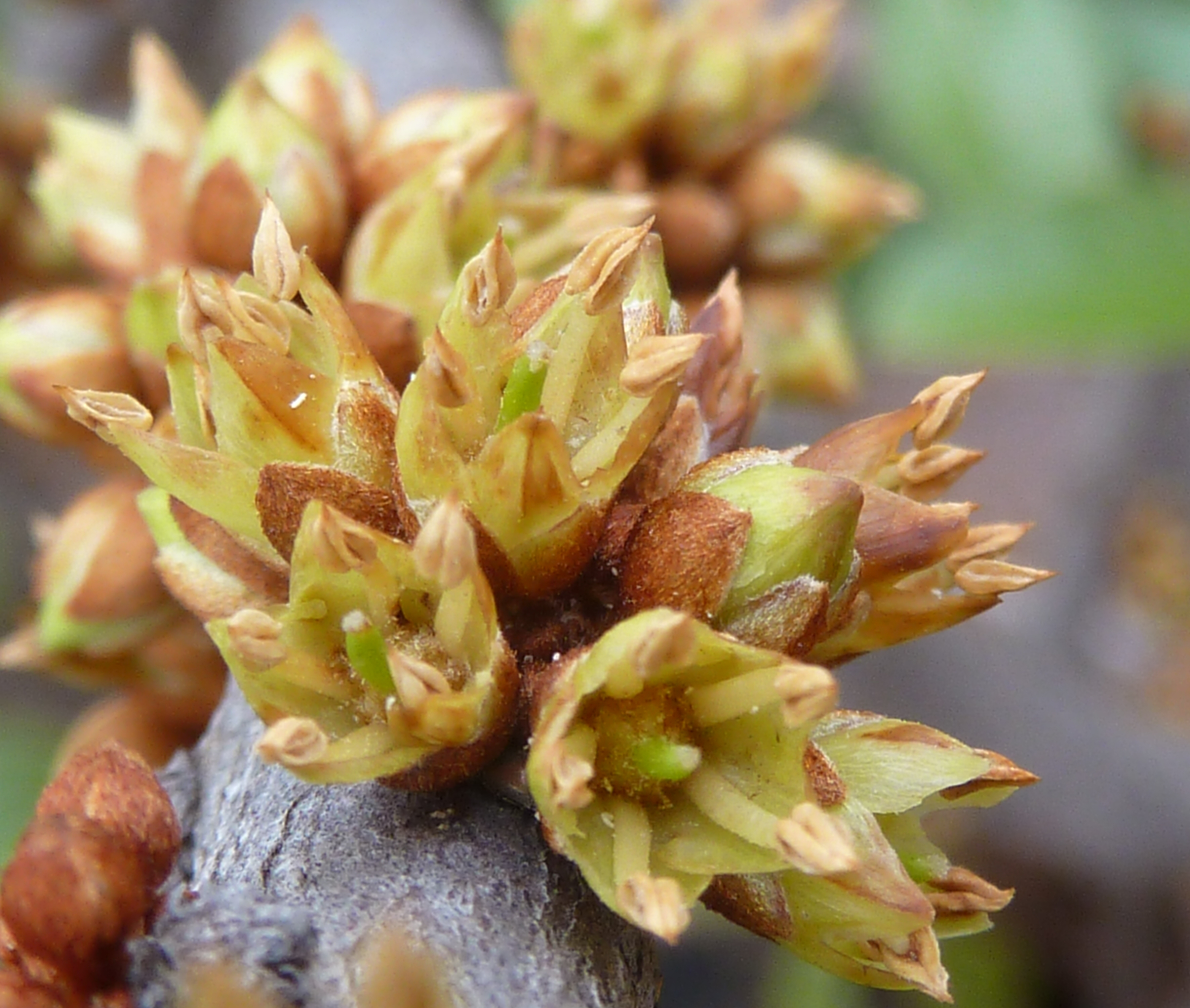
Blüten

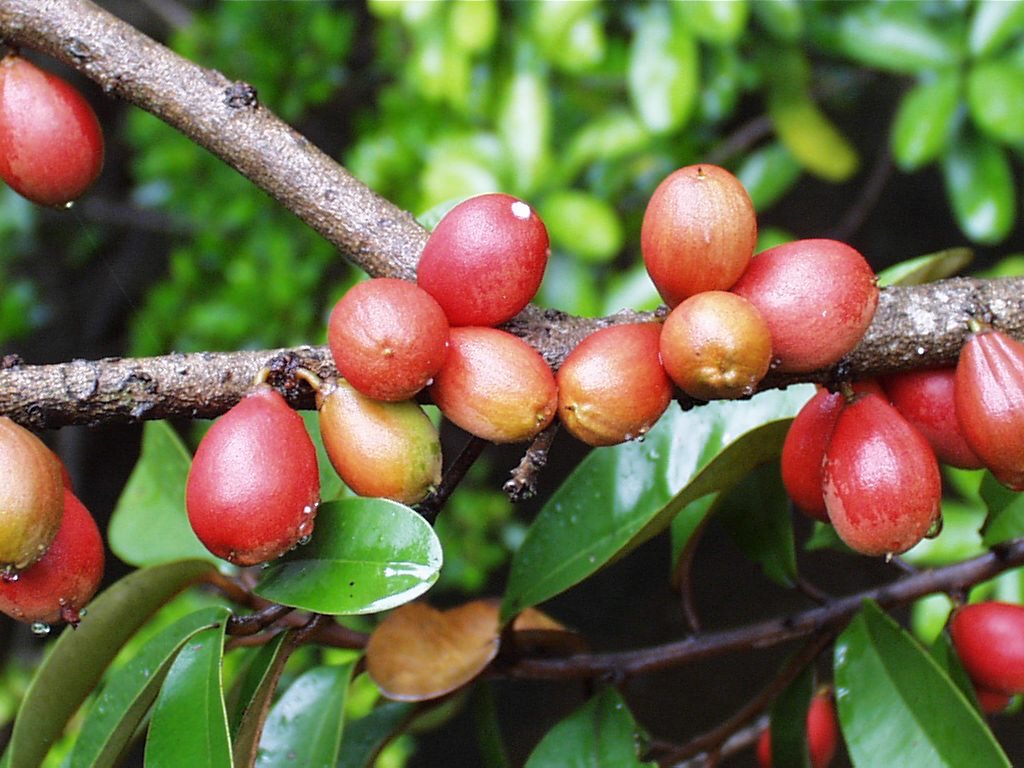
Früchte

Englerophytum magalismontanum ist eine Pflanzenart in der Familie der Sapotengewächse aus dem zentralen bis südlichen Afrika.

## Beschreibung
Englerophytum magalismontanum wächst als immergrüner, kleinerer Strauch bis etwa 2 Meter hoch oder meist als, öfters mehrstämmiger, Baum mit runder, dichter Krone bis über 15 (25) Meter hoch. Der kurze Stamm ist meist geriffelt und öfters verdreht. Die jungen Zweige sind dicht rostig-bräunlich behaart. Ältere Pflanzen sind recht trockenheitsresistent.
Die einfachen, wechselständigen Laubblätter sind kurz gestielt und an den Zweigenden gehäuft. Sie sind dickledrig, ganzrandig und der Blattrand ist manchmal knapp umgebogen. Die Blätter sind verkehrt-eiförmig, -eilanzettlich bis elliptisch und abgerundet bis stumpf oder gestutzt bis eingebuchtet, seltener spitz oder rundspitzig. Sie sind oberseits glänzend, dunkelgrün und öfters weißlich „bereift“. Unterseits sind sie dicht gräulich, silbrig bis rostig behaart. Die Nervatur ist fein gefiedert mit vielen undeutlichen Seitenadern. Die jungen Blätter sind dicht rostig-bräunlich behaart. Die kleinen Nebenblätter sind abfallend.
Die stark duftenden Blüten erscheinen büschelig achselständig und kauli- oder ramiflor am Stamm und an den Ästen. Die kleinen, zwittrigen und bräunlich-rötlichen, kurz gestielten Blüten sind fünfzählig mit doppelter Blütenhülle. Der Kelch ist rostig behaart, mit fast freien, dachigen Zipfeln. Die kurz verwachsenen, kleinen Kronblätter sind rötlich bis dunkel-violett, mit dreieckigen, aufrechten Zipfeln. Es sind 5 kurze Staubblätter vorhanden, die am Schlund angeheftet sind. Der behaarte Fruchtknoten ist oberständig mit kurzem Griffel und sehr kleiner, kopfiger Narbe.
Es werden rundliche bis verkehrt-eiförmige und ledrige, bis etwa 2,5 Zentimeter große, rötliche, glatte bis leicht behaarte, leicht bis schwach rippige, meist ein- bis zweisamige Früchte, Beeren mit beständigem Kelch und kleinen Griffelresten gebildet.

## Taxonomie
Die Gattung Englerophytum wurde 1914 von K. Krause in Bot. Jahrb. Syst. 50 (Suppl.): 343 (1914) erstbeschrieben. Der Gattungsname ehrt den bedeutenden deutschen Botaniker Heinrich Gustav Adolf Engler (1844–1930). Der Artname bezieht sich auf den Magaliesberg, wo die Art erstmals beschrieben wurde und wo sie häufig vorkommt. Die Art wurde als Chrysophyllum magalismontanum Sond. in Linnaea 23: 72 (1850) erstbeschrieben. Sie wurde erst 1991 durch T. D. Pennington in Gen. Sapotac.: 252 (1991) in die Gattung Englerophytum gestellt.

## Verwendung
Die Früchte sind essbar. Die Früchte werden roh oder zur Herstellung von Sirup, Gelee, Marmelade, Wein und Essig verwendet. Manchmal werden sie destilliert um ein starkes alkoholisches Getränk herzustellen.
Die Wurzeln und Früchte werden auch medizinisch genutzt.
Das Holz ist hart und schwer und wird für verschiedene Anwendungen genutzt.